# Luis García Garrido
Luis García Garrido (Sanlúcar de Barrameda, Cádiz, 11 de diciembre de 1954) es un político español, delegado del Gobierno en Andalucía desde el 15 de octubre de 2010. Ha sido senador del Partido Socialista Obrero Español y Consejero de Obras Públicas de la Junta de Andalucía. Es profesor de educación secundaria.

## Carrera política
En política, ha sido concejal en el ayuntamiento de Sanlúcar entre 1979 y 1985, cargo que compatibilizó entre 1983 y 1985 con el de diputado provincial por Cádiz.
A partir de 1985, empieza a ocupar cargos en el gobierno autonómico. Entre 1986 y 1986 fue director general de juventud y deportes de la Junta, viceconsejero de Cultura (1986-1990) y de Cultura y Medio Ambiente (1990-1994), de Medio Ambiente (1996-2000) y de Obras Públicas y Transportes (2000-2008). En ese mismo año, tras la salida de Concepción Gutiérrez del Castillo de la Consejería, es nombrado Consejero de Obras Públicas y Transportes durante tres meses. Tras las elecciones autonómicas de 2008, abandona el cargo para ser senador designado, pero la marcha de María de Mar Moreno Ruiz a la ejecutiva federal del PSOE en julio del mismo año, ocupa de nuevo la consejería de obras públicas. Continuará en el cargo hasta 2009, cuando José Antonio Griñán remodela el ejecutivo tras asumir el cargo de presidente de la Junta.
Tras la entrada de Rosa Aguilar en el gobierno de la Junta con dicha remodelación, Luis García Garrido es de nuevo nombrado senador por designación autonómica. El 15 de octubre de 2010 fue nombrado delegado del Gobierno en Andalucía.
En la actualidad, abandonada su carrera política, Luis García Garrido es profesor de Matemáticas en el IES Francisco Pacheco de Sanlúcar de Barrameda, Cádiz.